# Tüimekent
Tüimekent (kasachisch Түймекент, russisch Туймекент; bis 1993 Budjonnowka) ist ein Ort im Süden des Gebietes Schambyl in Kasachstan. Er befindet sich im Audan Baisaq in der Nähe der Stadt Taras und hat rund 7400 Einwohner (Stand 2021).

## Geografie
Tüimekent liegt im Süden Kasachstans im Gebiet Schambyl etwa 35 Kilometer Luftlinie von der Grenze zu Kirgistan entfernt. Der Ort befindet sich im Audan Baisaq etwa 15 Kilometer nordöstlich von Sarykemer und ist rund 30 Kilometer vom Stadtzentrum von Taras entfernt. Tüimekent liegt am rechten Ufer des Flusses Talas, der in der Umgebung zur intensiven Bewässerung von landwirtschaftlichen Flächen genutzt wird. Die weitere Umgebung ist meist flach und geprägt durch die Wüste Mujunkum, die nördlich von Tüimekent beginnt und sich über einen Großteil des Gebietes Schambyl erstreckt. Südlich des Ortes an der Landesgrenze beginnen die Ausläufer des Kirgisischen Gebirges.

## Geschichte
Am südlichen Ortsrand befindet sich die mittelalterliche Siedlung Tüimekent, die zu den mehr als 30 archäologischen Ausgrabungsstätten in der Umgebung von Taras gehört. Diese Orte waren an den Karawanenrouten der Großen Seidenstraße gelegen. Es wird angenommen, dass die Stätte erstmals 1890 entdeckt und erforscht wurde. 1895 wurde sie dann durch den russischen Ethnographen Samuil Dudin beschrieben. Heute wird angenommen, dass die Überreste aus dem 9. bis 13. Jahrhundert stammen.
Der heutige Ort wurde 1888 von russischen Familien aus der Wolgaregion gegründet. Er trug zuerst den Namen Schapowalowka (Шаповаловка). Später wurde der Ort in Budjonnowka (Будённовка) umbenannt. Seit dem 4. Mai 1993 trägt er den Namen Tüimekent; dies bedeutet im Kasachischen „kleines Dorf“.

## Bevölkerung
Bei der Volkszählung 1999 wurde für Tüimekent eine Einwohnerzahl von 4.511 Menschen angegeben. Bei der Volkszählung im Jahr 2009 hatte der Ort 5.195 Einwohner. Bei der letzten Volkszählung 2021 lebten 7.405 Menschen in Tüimekent.
| Einwohnerentwicklung               | Einwohnerentwicklung | Einwohnerentwicklung | Einwohnerentwicklung | Einwohnerentwicklung |
| 1989                               | 1999                 | 2009                 | 2021                 |                      |
| ---------------------------------- | -------------------- | -------------------- | -------------------- | -------------------- |
| 4430                               | 4511                 | 5195                 | 7405                 |                      |
| Anmerkung: Volkszählungsergebnisse |                      |                      |                      |                      |